# Grant Show
Grant Alan Show (Detroit (Michigan), 27 februari 1962) is een Amerikaans acteur.
Show maakte in 1984 zijn debuut met de rol van Rick Hyde in de soapserie Ryan's Hope. Hier werd hij in 1987 voor genomineerd voor een Daytime Emmy Award. In hetzelfde jaar stapte hij uit de serie. Tijdens zijn verblijf bij de serie, kreeg hij een relatie met collega Yasmine Bleeth.
Na van 1989 tot en met 1991 gespeeld te hebben in True Blue, kreeg hij in 1992 een terugkerende gastrol in de bekende tienerdrama Beverly Hills, 90210. De karakter van Jake Hanson die hij speelde, werd ook geschreven in de spin-offserie Melrose Place. De rol bleef hij tot en met 1997 spelen.
Hierna was Show voornamelijk te zien in televisiefilms. Ook speelde hij terugkerende rollen in verscheidene series, zoals Six Feet Under in 2002, Strong Medicine in 2004 en Dirt in 2007. Ook kreeg hij in 2005 een vaste rol in Point Pleasant, een serie die na 13 afleveringen al werd stopgezet.
In 2012 verscheen hij in een bijrol als Brett in de horrorfilm The Possession. In 2017 werd hij de nieuwe Blake Carrington in de heropstart van Dynasty. 
- Bibliothèque nationale de France: cb13989574w (data)
- Gemeinsame Normdatei: 140682317
- International Standard Name Identifier: 0000 0001 1454 6299
- Library of Congress Control Number: no2006123193
- Nederlandse Thesaurus van Auteursnamen: 180223488
- Virtual International Authority File: 107683914
- WorldCat: E39PBJrwMq4YDy3F778chXMByd